# Hyperréactivité bronchique
L'hyperréactivité bronchique, aussi abrégée HRB, est un état caractérisé par une susceptibilité des bronchioles à se contracter (bronchospasme) : leur diamètre se resserre.
L'hyperréactivité bronchique peut être évaluée par une épreuve de provocation bronchique. Ce procédé repose le plus souvent sur l'emploi de substances comme la méthacholine ou l'histamine. Chez les personnes en bonne santé, cette épreuve déclenche un bronchospasme mais leur seuil de sensibilité est plus élevé que chez les personnes présentant une hyperréactivité bronchique.
L'hyperréactivité bronchique est constitutive de l'asthme mais elle se produit aussi chez les personnes atteintes de bronchopneumopathie chronique obstructive (BPCO). D'après l'étude Lung Health Study en juin 1996, parmi les patients dont la BPCO n'a pas atteint un stade sévère, deux tiers présentent une HRB ; ce résultat est prédictif d'un déclin des fonctions respiratoires, indépendamment d'autres facteurs. Chez les asthmatiques, l'HRB tend à se résorber avec un traitement bronchodilatateur, ce qui n'est pas le cas pour la BPCO.
L'HRB s'observe également chez des patients avec une rhinite allergique et parmi les fumeurs.